# Le Mesnil-Opac
Le Mesnil-Opac è un comune francese di 267 abitanti situato nel dipartimento della Manica nella regione della Normandia.

## Società

### Evoluzione demografica
Abitanti censiti